# برید (دیر)
برید (بریدِ زیرود)، روستایی است از توابع بخش بردخون در شهرستان دیر استان بوشهر ایران.

## جمعیت
این روستا در دهستان بردخون قرار دارد و بر اساس آمار رسمی سرشماری سال ۱۳۹۵ جمعیت آن ۳۹ نفر (۱۱ خانوار) می‌باشد.